# 8494 Edpatvega
8494 Edpatvega è un asteroide della fascia principale. Scoperto nel 1990, presenta un'orbita caratterizzata da un semiasse maggiore pari a 2,6620187 UA e da un'eccentricità di 0,1728788, inclinata di 11,91551° rispetto all'eclittica.